# Capella de la Llobeta
La capella de la Llobeta és una església del municipi d'Aiguafreda (Osona) que forma part de l'Inventari del Patrimoni Arquitectònic de Catalunya.

## Descripció
És una capella d'una sola nau amb transsepte i absis poligonal. A la façana, un petit pòrtic cobert amb volta ogival precedeix la porta d'accés. Se sosté sobre dues columnetes amb una base molt elevada i un capitell decorat amb motius florals. Als murs laterals s'obriren finestres amb arc ogival, encapçalades per una motllura amb decoració també floral als acabaments. Tot el conjunt és cobert amb teulada a dos vessants. La típica decoració modernista també es fa palesa a l'arc ogival del pòrtic i a l'emmarcament de l'ull de bou, situat damunt del pòrtic.

## Història
Josep Pi i Buixó, antic propietari de la Llobeta, va fer construir aquesta capella. No es coneix el nom de l'arquitecte, probablement el Sr. Pi hi és implicat. L'any 1904, el bisbe de Vic hi feu acte de presència, col·locant la primera pedra.